# 里克·考斯奈特
里克·考斯奈特（Richard James "Rick" Cosnett，1983年4月6日—）是一位出生在辛巴威的澳大利亞演員。他最著名的作品是在吸血鬼日記中飾演Wes Maxfield。他是休·格蘭特的表兄弟。

## 私生活
2020 年 2 月 13 日，他在自己的 Instagram 帳戶上以同性戀身份出現。

## 外部連結
- 里克·考斯奈特在互联网电影资料库（IMDb）上的資料（英文）
- 里克·考斯奈特的X（前Twitter）
- 里克·考斯奈特的Instagram帳戶